# U20-världsmästerskapet i fotboll för damer
U20-världsmästerskapet i fotboll för damer, även kallat D20-VM, är ett världsmästerskap i fotboll för damer under 20 år som arrangeras av fotbollsfederationen Fifa. Turneringen har hållits vartannat jämnt år sedan 2002 i olika delar av världen med en värdnation för respektive mästerskap. 2002 och 2004 var åldersgränsen 19 år, och inför VM 2006 ändrade Fifa reglerna och beslöt att gränsen skulle flyttas upp till 20 år. Antalet deltagande nationer ökades inför VM 2006 från 12 lag till 16 lag.
USA, Nordkorea och Tyskland är de nationer med mest framgångar i turneringen, båda med tre vardera världsmästartitlar.

## Turneringar
| År   | Värdnation                   | Final     | Final        | Final     | Match om tredjepris | Match om tredjepris | Match om tredjepris |          |
| År   | Värdnation                   | Vinnare   | Resultat     | Tvåa      | Trea                | Resultat            | Fyra                |          |
| ---- | ---------------------------- | --------- | ------------ | --------- | ------------------- | ------------------- | ------------------- | -------- |
| 2002 | Kanada                       | USA       | 1 – 0        | Kanada    | Tyskland            | 1–1 (4–3 str.)      | Brasilien           |          |
| 2004 | Thailand                     | Tyskland  | 2 – 0        | Kina      | USA                 | 3 – 0               | Brasilien           |          |
| 2006 | Ryssland                     | Nordkorea | 5 – 0        | Kina      | Brasilien           | 0–0 (6–5 str.)      | USA                 |          |
| 2008 | Chile                        | USA       | 2 – 1        | Nordkorea | Tyskland            | 5 – 3               | Frankrike           |          |
| 2010 | Tyskland                     | Tyskland  | 2 – 0        | Nigeria   | Sydkorea            | 1 – 0               | Colombia            |          |
| 2012 | Japan                        | USA       | 1 – 0        | Tyskland  | Japan               | 2 – 1               | Nigeria             |          |
| 2014 | Kanada                       | Tyskland  | 1 – 0 (e.f.) | Nigeria   | Frankrike           | 3 – 2               | Nordkorea           |          |
| 2016 | Papua Nya Guinea             | Nordkorea | 3 – 1        | Frankrike | Japan               | 1 – 0               | USA                 |          |
| 2018 | Frankrike                    | Japan     | 3 – 1        | Spanien   | England             | 1–1 (4–2 str.)      | Frankrike           |          |
| 2020 | 2 nationer Costa Rica Panama | Inställd  | Inställd     | Inställd  | Inställd            | Inställd            | Inställd            | Inställd |
| 2022 | Costa Rica                   | Spanien   | 3 – 1        | Japan     | Brasilien           | 4 – 1               | Nederländerna       |          |
| 2024 | Colombia                     | Nordkorea | 1 – 0        | Japan     | USA                 | 2 – 1 (e.f.)        | Nederländerna       |          |
| 2026 | Polen                        | ?         | –            | ?         | ?                   | –                   | ?                   |          |

## Utmärkelser
| År   | Adidas Golden Ball (Bäste spelare) | Adidas Golden Shoe (Mest mål) | Adidas Golden Glove (Bästa målvakt) | FIFA Fair Play |
| ---- | ---------------------------------- | ----------------------------- | ----------------------------------- | -------------- |
| 2002 | Christine Sinclair                 | Christine Sinclair (10)       | —                                   | Japan U19      |
| 2004 | Marta                              | Brittany Timko (7)            | —                                   | USA U19        |
| 2006 | Ma Xiaoxu                          | Ma Xiaoxu (5)                 | —                                   | Nordkorea U20  |
| 2008 | Sydney Leroux                      | Sydney Leroux (5)             | Alyssa Naeher                       | USA U20        |
| 2010 | Alexandra Popp                     | Alexandra Popp (10)           | Bianca Henninger                    | Sydkorea U20   |
| 2012 | Dzsenifer Marozsán                 | Kim Un-Hwa (7)                | Laura Benkarth                      | Japan U20      |
| 2014 | Asisat Oshoala                     | Asisat Oshoala (7)            | Meike Kämper                        | Kanada U20     |
| 2016 | Hina Sugita                        | Mami Ueno (5)                 | Mylène Chavas                       | Japan U20      |
| 2018 | Patricia Guijarro                  | Patricia Guijarro (6)         | Sandy MacIver                       | Japan U20      |
| 2022 | Maika Hamano                       | Inma Gabarro (8)              | Txell Font                          | Japan U20      |
| 2024 | Choe Il-son                        | Choe Il-son (6)               | Femke Liefting                      | Japan U20      |